# Иган, Грег
Грег Иган (англ. Greg Egan; род. 20 августа 1961, Перт, Австралия) — австралийский писатель-фантаст, один из мировых лидеров «твёрдой» научной фантастики.

## Биография
Окончил Университет Западной Австралии с дипломом математика-программиста.
Свою литературную карьеру Грег Иган начал романом-фэнтези «Под необычным углом зрения» (1983), однако уже к концу 1980-х годов всецело переключился на «твёрдую» научную фантастику, преимущественно связанную с темами математики, физики и биологии. В этом ключе написаны его романы «Карантин» (1992), «Город перестановок» (1994), завоевавший премию имени Джона Кэмпбелла, и другие.
Всего Иган опубликовал семь романов и более полусотни рассказов и повестей; часть из них вошла в сборники «Богоматерь Чернобыльская» (1995), «Аксиоматика» (1995) и «Просвещённый» (1997). Среди последних романов автора «Лестница Шильда» (англ. Schild's Ladder), вышедший в 2002 году, и «Накаливание», опубликованный в 2008 году.
Помимо литературной работы Иган публикует научные статьи, разрабатывает компьютерные программы, а также активно занимается общественной деятельностью, участвуя в движении защиты прав беженцев, эмигрировавших в Австралию.
Повесть Игана «Океаник» (1998) получила премии «Хьюго», журналов «Locus» и «Asimov’s». Кроме того, автор четыре раза завоёвывал высшую национальную премию «Ditmar» и трижды — премию «Aurealis».

### Сборники
Аксиоматика (Axiomatic) (1995), ISBN 1-85798-281-9
- Убийца бесконечности (The Infinite Assassin)
- Дневник за одно световое столетие (The Hundred Light-Year Diary)
- Евгений (Eugene)
- Ласка (The Caress)
- Кровавые сёстры (Blood Sisters)
- Аксиоматика (Axiomatic)
- Безопасный сейф (The Safe-Deposit Box)
- Видящий (Seeing)
- Похищение (A Kidnapping)
- Учись быть мной (Learning to Be Me)
- Ров (The Moat)
- Прогулка (The Walk)
- Милашка (The Cutie)
- Во тьме (Into Darkness)
- Уместная любовь (Appropriate Love)
- Моральный вирусолог (The Moral Virologist)
- Близко (Closer)
- Нестабильные орбиты в пространстве лжи (Unstable Orbits in the Space of Lies)

Богоматерь Чернобыльская (Our Lady of Chernobyl) (1995), ISBN 0-646-23230-4
- Отбросы (Chaff)
- За свистящий тест (Beyond the Whistle Test)
- Переходные мечты (Transition Dreams)
- Богоматерь Чернобыльская (Our Lady of Chernobyl)

Просвещённый (Luminous) (1998), ISBN 1-85798-551-6
- Отбросы (Chaff)
- Митохондриальная Ева (Mitochondrial Eve)
- Просвещённый (Luminous)
- Повелитель воли (Mister Volition)
- Кокон (Cocoon)
- Переходные мечты (Transition Dreams)
- Серебряный огонь (Silver Fire)
- Причины быть весёлым (Reasons to Be Cheerful)
- Богоматерь Чернобыльская (Our Lady of Chernobyl)
- Планковский прыжок (The Planck Dive)

Dark Integers and Other Stories (2008), ISBN 978-1-59606-155-2
- Просвещённый
- Поездка на крокодиле
- Тёмные числа
- Слава
- Океаника

Crystal Nights and Other Stories (Хрустальные ночи и другие истории) (2009), ISBN 978-1-59606-240-5
- Потерянный континент
- Хрустальные ночи [= Кристальные ночи]
- Лихорадка Стива
- TAP
- Индукция
- Одиночка
- Oracle
- Пограничники
- Горячий рок

Oceanic (Океаника) (2009), ISBN 978-0-575-08652-4
- Потерянный континент
- Тёмные числа
- Хрустальные ночи
- Лихорадка Стива
- Индукция
- Одиночка
- Oracle
- Пограничники
- Поездка на крокодиле
- Слава
- Hot Rock
- Oceanic

### Другие произведения
- Только соединение
- Yeyuka
- Бесполезно
- Разум вампиров
- Соседские часы
- Ковры Вана
- Шоссе конкретизации
- Пыль
- До
- Верность
- Происхождение демона
- В числах
- НДС
- Экстра
- За свистящий тест
- Отрежь мои страхи
- Запутавшийся
- Там где она улыбается, Вещи что она говорт
- Артефакт

### Академические статьи
- An Efficient Algorithm for the Riemannian 10j Symbols by Dan Christensen and Greg Egan[2]
- Asymptotics of 10j Symbols by John Baez, Dan Christensen and Greg Egan[3]

## Награды
- Permutation City: John W. Campbell Memorial Award (1995)
- Oceanic: Hugo Award, Locus Award, Asimov's Readers Award (1999)
- Distress: Kurd-Laßwitz-Preis as Best Foreign Fiction (2000)

Грег Иган неоднократный призёр Seiun Award